# Persone di nome Lucio/Politici
| Questa pagina contiene informazioni ricavate automaticamente dalle voci biografiche con l'ausilio del template Bio e di un bot. L'aggiornamento è periodico e automatico e ricostruisce completamente la pagina. Se manca una persona in questa lista, sei pregato di non aggiungerla, ma accertati piuttosto che la sua voce biografica contenga il template Bio e che i dati anagrafici siano correttamente compilati. Se il template Bio manca, inseriscilo tu stesso o, in alternativa, metti l'avviso {{tmp\|Bio}} che ne segnala la mancanza. Se i dati riportati sono sbagliati, correggi direttamente la voce biografica; le modifiche saranno visibili in questa lista entro pochi giorni. Per chiarimenti vedi il progetto antroponimi. La lista contiene solo le 253 persone che sono citate nell'enciclopedia e per le quali è stato implementato correttamente il template Bio. Pagina aggiornata al 22 giu 2025. |

Questa è una lista di persone presenti nell'enciclopedia che hanno il nome Lucio e sono politici.

## A(23)
- Lucio Abis, politico italiano (Oristano, n. 1926 - Oristano, † 2014)
- Lucio Afranio, politico e generale romano (Cossignano - Tapso, † 46 a.C.)
- Lucio Albinio, politico romano
- Lucio Alfeno Senecione, politico berbero (Curculum)
- Lucio Annio, politico romano
- Lucio Antistio Burro, politico e senatore romano (Roma, † 189)
- Lucio Antistio, politico e militare romano
- Lucio Apuleio Saturnino, politico romano (n. 130 a.C. - † 100 a.C.)
- Lucio Apustio Fullone, politico romano
- Lucio Ponzio Aquila, politico romano († 43 a.C.)
- Lucio Aquillio Corvo, politico e militare romano
- Lucio Annio Arriano, politico romano
- Lucio Arrunzio, politico e senatore romano (Roma, † 37)
- Lucio Arrunzio Camillo Scriboniano, politico romano († 42)
- Lucio Arrunzio, politico, ammiraglio e storico romano († 10)
- Lucio Atilio Prisco, politico romano
- Lucio Aurelio Cotta, politico romano
- Lucio Aurelio Cotta, politico romano
- Lucio Aurelio Oreste, politico e generale romano
- Lucio Aurelio Oreste, politico romano
- Lucio Aurelio Oreste, politico romano († 103 a.C.)
- Lucio Autronio Peto, politico e generale romano
- Lucio Genucio Aventinense, politico romano

## B(3)
- Lucio Barani, politico italiano (Aulla, n. 1953)
- Lucio Benaglia, politico italiano (Bergamo, n. 1922 - Novara, † 2002)
- Lucio Mariano Brandi, politico italiano (Sapri, n. 1918 - † 1998)

## C(31)
- Lucio Calpurnio Bestia, politico romano
- Lucio Calpurnio Pisone Cesonino, politico e generale romano
- Lucio Calpurnio Pisone Cesonino, politico e generale romano († 107 a.C.)
- Lucio Calpurnio Pisone Frugi, politico, militare e storico romano
- Lucio Furio Camillo, politico e militare romano
- Lucio Caninio Gallo, politico romano
- Lucio Manlio Capitolino Imperioso, politico romano
- Lucio Cassio Longino, politico e generale romano († 107 a.C.)
- Lucio Cecilio Metello Dentro, politico romano (Arezzo, † 284 a.C.)
- Lucio Marcio Censorino, politico romano
- Lucio Giulio Cesare, politico romano (n. 110 a.C. - † 43 a.C.)
- Lucio Calpurnio Pisone Cesonino, politico romano (Cadeo)
- Lucio Cornelio Balbo, politico romano (Gades)
- Lucio Cornelio Balbo, politico romano (Cadice)
- Lucio Cornelio Cinna, politico e militare romano (Ancona, † 84 a.C.)
- Lucio Cornelio Cinna, politico romano
- Lucio Cornelio Lentulo Caudino, politico romano († 213 a.C.)
- Lucio Cornelio Lentulo Caudino, politico romano
- Lucio Cornelio Lentulo, politico romano
- Lucio Cornelio Lentulo, politico romano
- Lucio Cornelio Lentulo, politico romano
- Lucio Cornelio Maluginense Uritino, politico romano
- Lucio Cornelio Merula, politico romano (Roma, † 87 a.C.)
- Lucio Cornelio Scipione Asiatico, politico romano (Marsiglia)
- Lucio Cornificio, politico romano
- Lucio Aurelio Cotta, politico romano
- Lucio Veturio Crasso Cicurino, politico e militare romano
- Lucio Papirio Crasso, politico romano
- Lucio Cornelio Crisogono, politico romano (Roma, † 80 a.C.)
- Lucio Cornelio Lentulo, politico romano
- Lucio Cuspio Pattumeio Rufino, politico romano (Pergamo)

## D(4)
- Lucio D'Ubaldo, politico italiano (Magliano Sabina, n. 1955)
- Lucio Siccio Dentato, politico e militare romano (n. 514 a.C. - † 450 a.C.)
- Lucio Domizio Enobarbo, politico e generale romano (Roma - Farsalo, † 48 a.C.)
- Lucio Domizio Enobarbo, politico romano

## E(7)
- Lucio Ebuzio Helva, politico romano († 463 a.C.)
- Lucio Egnazio Rufo, politico romano
- Lucio Emilio Lepido Paolo, politico romano (Roma - Mileto)
- Lucio Emilio Mamercino, politico e militare romano (Roma)
- Lucio Emilio Mamercino, politico e militare romano
- Lucio Emilio Paolo Macedonico, politico e militare romano (n. 229 a.C. - † 160 a.C.)
- Lucio Emilio Papo, politico romano

## F(10)
- Lucio Annio Fabiano, politico romano
- Lucio Facchiano, politico italiano (n. 1928 - † 2013)
- Lucio Veturio Filone, politico romano (Roma)
- Lucio Flavio, politico romano
- Lucio Furio Camillo, politico e generale romano
- Lucio Furio Filo, politico e militare romano
- Lucio Furio Medullino, politico romano
- Lucio Furio Medullino, politico romano (Roma)
- Lucio Furio Medullino, politico e militare romano
- Lucio Fabio Giusto, politico e militare romano

## G(14)
- Lucio Geganio Macerino, politico e militare romano
- Lucio Genucio Aventinense, politico e militare romano († 362 a.C.)
- Lucio Genucio Clepsina, politico e generale romano
- Lucio Lusio Geta, politico romano (Roma)
- Lucio Giulio Cesare, politico romano († 87 a.C.)
- Lucio Giulio Iullo, politico romano
- Lucio Giulio Iullo, politico e militare romano
- Lucio Giulio Iullo, politico e militare romano
- Lucio Giulio Libone, politico e generale romano
- Lucio Giunio Anneo Gallione, politico e retore romano (Cordova - Roma)
- Lucio Giunio Bruto, politico e militare romano († 509 a.C.)
- Lucio Turranio Graziano, politico romano
- Lucio Gutiérrez, politico e militare ecuadoriano (Quito, n. 1957)
- Lucio Gellio Publicola, politico romano

## I(1)
- Lucio Icilio, politico e militare romano (Roma)

## L(58)
- Lucio Porcio Catone, politico romano († 89 a.C.)
- Lucio Ceionio Commodo, politico romano
- Lucio Ceionio Commodo, politico romano
- Lucio Elio Elvio Dionisio, politico romano
- Lucio Elio Cesare, politico e militare romano (n. 101 - Roma, † 138)
- Lucio Fulvio Curvo, politico romano
- Lucio Aurelio Gallo, politico e militare romano
- Lucio Sextio Laterano, politico romano
- Lucio Emilio Lepido Paolo, politico romano († 14 a.C.)
- Lucio Libertini, politico italiano (Catania, n. 1922 - Roma, † 1993)
- Lucio Licinio Lucullo, politico e militare romano
- Lucio Licinio Varrone Murena, politico romano († 22 a.C.)
- Lucio Porcio Licino, politico romano
- Lucio Porcio Licino, politico romano
- Lucio Manlio Acidino, politico romano
- Lucio Furio Purpureone, politico romano
- Lucio Cornelio Lentulo Crure, politico romano († 48 a.C.)
- Lucio Cornelio Scipione Barbato, politico e militare romano (n. 337 a.C. - † 270 a.C.)
- Lucio Cesare, politico e militare romano (n. 17 a.C. - Marsiglia, † 2)
- Lucio Elio Lamia, politico romano († 33)
- Lucio Calpurnio Pisone, politico e militare romano (n. 48 a.C. - † 32)
- Lucio Cecilio Metello, politico romano (n. 130 a.C. - † 68 a.C.)
- Lucio Vezio, politico romano (Roma, † 59 a.C.)
- Lucio Giulio Iullo, politico e militare romano
- Lucio Marcio Filippo, politico romano
- Lucio Mario Perpetuo, politico e militare romano
- Lucio Giulio Veilio Grato Giuliano, politico e militare romano
- Lucio Antonio, politico romano († 25)
- Lucio Salvio Otone Tiziano, politico e militare romano
- Lucio Salvio Otone, politico e militare romano
- Lucio Salvio Otone Cocceiano, politico romano
- Lucio Seio Strabone, politico e militare romano († 16)
- Lucio Scribonio Libone, politico e militare romano
- Lucio Manlio Vulsone, politico e militare romano
- Lucio Tampio Flaviano, politico e militare romano
- Lucio Giulio Urso, politico e militare romano
- Lucio Cassio Longino, politico e senatore romano (Roma - Roma, † 41)
- Lucio Licinio Lucullo, politico e militare romano (Heraclea)
- Lucio Vinicio, politico romano
- Lucio Passieno Rufo, politico romano
- Lucio Senio, politico romano
- Lucio Lucrezio Tricipitino Flavo, politico e militare romano (Roma)
- Lucio Lucrezio Tricipitino, politico e militare romano († 462 a.C.)
- Lucio Cornelio Lentulo Lupo, politico e senatore romano
- Lucio Mario Luzzatto, politico italiano (Milano, n. 1913 - Roma, † 1986)
- Lucio Emilio Mamercino, politico e generale romano
- Lucio Mario Massimo, politico e senatore romano
- Lucio Artorio Pio Massimo, politico romano (Efeso)
- Lucio Licinio Murena, politico romano (n. 105 a.C. - † 22 a.C.)
- Lucio Emilio Paolo, politico e militare romano (Canne, † 216 a.C.)
- Lucio Fulvio Gavio Numisio Petronio Emiliano, politico romano
- Lucio Emilio Regillo, politico e militare romano
- Lucio Sestio Albaniano Quirinale, politico e militare romano
- Lucio Aurelio Avianio Simmaco, politico romano († 376)
- Lucio Licinio Sura, politico e militare romano (Barcellona, n. 40 - Roma)
- Lucio Lucrezio Trione, politico romano
- Lucio Tutilio Luperco Ponziano, politico romano
- Lucio Giulio Urso Serviano, politico romano (Hispania, n. 45 - † 136)

## M(24)
- Lucio Clodio Macro, politico e militare romano († 68)
- Lucio Magri, politico e saggista italiano (Ferrara, n. 1932 - Bellinzona, † 2011)
- Lucio Malan, politico italiano (Luserna San Giovanni, n. 1960)
- Lucio Emilio Mamercino Privernate, politico romano (Roma)
- Lucio Pinario Mamercino Rufo, politico romano
- Lucio Mamilio Vitulo, politico e militare romano
- Lucio Manlio Acidino Fulviano, politico romano
- Lucio Manlio Capitolino, politico romano (Roma)
- Lucio Cesonio Ovinio Manlio Rufiniano Basso, politico romano
- Lucio Manlio Torquato, politico romano
- Lucio Manlio Vulsone Longo, politico e militare romano
- Lucio Marcio Censorino, politico e generale romano
- Lucio Marcio Filippo, politico romano (n. 141 a.C. - † 73 a.C.)
- Lucio Marengo, politico italiano (Bari, n. 1942)
- Lucio Valerio Massimo Basilio, politico romano
- Lucio Laberio Massimo, politico romano (Lanuvium)
- Lucio Furio Medullino Fuso, politico e militare romano
- Lucio Postumio Megello, politico e generale romano
- Lucio Cecilio Metello Calvo, politico romano
- Lucio Cecilio Metello Dalmatico, politico romano
- Lucio Cecilio Metello, politico romano († 221 a.C.)
- Lucio Minucio Esquilino Augurino, politico romano
- Lucio Mummio Acaico, politico e militare romano
- Lucio Mummio Felice Corneliano, politico romano

## N(2)
- Lucio Nonio Calpurnio Torquato Asprenate, politico romano
- Lucio Nonio Asprenate, politico, militare e senatore romano

## O(6)
- Lucio Opimio, politico romano (Durazzo, † 109 a.C.)
- Lucio Orazio Barbato, politico romano (Roma)
- Lucio Orazio Pulvillo, politico e militare romano
- Lucio Ortensio, politico romano
- Lucio Ostilio Mancino, politico romano
- Lucio Ottavio, politico romano

## P(19)
- Lucio Papirio Cursore, politico e militare romano
- Lucio Papio Pacaziano, politico romano
- Lucio Emilio Paolo, politico romano († 14)
- Lucio Papirio Crasso, politico e militare romano
- Lucio Papirio Crasso, politico e militare romano
- Lucio Papirio Cursore, politico e generale romano
- Lucio Papirio Cursore, politico e militare romano
- Lucio Papirio Mugillano, politico romano (Roma)
- Lucio Pedanio Secondo, politico romano († 61)
- Lucio Pinario Mamercino, politico romano (Roma)
- Lucio Pinario, politico romano
- Lucio Plautio Venno, politico e generale romano
- Lucio Pomponio Flacco, politico e militare romano († 33)
- Lucio Postumio Albino Regillense, politico romano
- Aulo Postumio Albino Regillense, politico romano
- Lucio Postumio Albino, politico romano († 154 a.C.)
- Lucio Postumio Megello, politico e generale romano († 253 a.C.)
- Lucio Aradio Valerio Proculo, politico romano
- Lucio Publilio Filone Volsco, politico romano

## Q(5)
- Lucio Ragonio Quinziano, politico romano
- Lucio Quinzio Cincinnato Capitolino, politico e militare romano
- Lucio Quinzio Cincinnato, politico e generale romano († 430 a.C.)
- Lucio Quinzio Cincinnato, politico romano
- Lucio Quinzio Flaminino, politico romano

## R(1)
- Lucio Cassio Longino Ravilla, politico romano

## S(10)
- Lucio Antonio Saturnino, politico e generale romano (Vindonissa, † 89)
- Lucio Schirò, politico e pastore metodista italiano (Altofonte, n. 1877 - Scicli, † 1961)
- Lucio Cornelio Scipione Asiatico, politico e generale romano (Roma, n. 238 a.C.)
- Lucio Cornelio Scipione, politico romano
- Lucio Cornelio Scipione, politico romano
- Lucio Sergio Fidenate, politico e militare romano (Roma)
- Lucio Sergio Fidenate, politico e militare romano
- Lucio Settimio Severo Apro, politico romano
- Lucio Catilio Severo Giuliano Claudio Regino, politico romano
- Lucio Strumendo, politico italiano (Concordia Sagittaria, n. 1942)

## T(12)
- Lucio Turcio Aproniano Asterio, politico e senatore romano
- Lucio Tario Rufo, politico e militare romano (Piceno)
- Lucio Tarquinio Collatino, politico e militare romano
- Lucio Tarquinio, politico italiano (Foggia, n. 1949)
- Lucio Tasca, politico italiano (Palermo, n. 1820 - Palermo, † 1892)
- Tettio Giuliano, politico e generale romano
- Lucio Tillio Cimbro, politico romano (Roma - Filippi, † 42 a.C.)
- Lucio Titinio Pansa Sacco, politico e militare romano
- Lucio Toth, politico italiano (Zara, n. 1934 - Roma, † 2017)
- Lucio Volcacio Tullo, politico romano
- Lucio Volcacio Tullo, politico romano
- Lucio Turcio Aproniano, politico romano

## V(22)
- Lucio Valerio Flacco, politico romano († 54 a.C.)
- Lucio Valerio Flacco, politico romano
- Lucio Valerio Flacco, politico romano († 180 a.C.)
- Lucio Valerio Flacco, politico romano († 152 a.C.)
- Lucio Valerio Flacco, politico e generale romano
- Lucio Valerio Flacco, politico romano
- Lucio Valerio Potito, politico romano
- Lucio Valerio Potito, politico e militare romano
- Lucio Valerio Potito, politico e militare romano (Roma)
- Lucio Valerio Potito, politico e militare romano (Roma)
- Lucio Valerio Publicola, politico e militare romano
- Lucio Valle, politico e avvocato italiano (Frosinone, n. 1936 - Frosinone, † 2022)
- Ragonio Venusto, politico romano
- Lucio Verginio Tricosto Esquilino, politico e militare romano
- Lucio Verginio Tricosto, politico e militare romano (Roma)
- Lucio Verginio Tricosto, politico romano
- Lucio Verginio, politico e militare romano (Roma)
- Lucio Veturio Filone, politico romano
- Lucio Virio Agricola, politico romano
- Lucio Vitellio il Vecchio, politico romano (Nuceria Alfaterna, n. 10 a.C. - † 51)
- Lucio Vitellio il Giovane, politico romano (Nuceria Alfaterna, n. 16 - Roma, † 69)
- Lucio Volumnio Flamma Violente, politico e militare romano

## Z(1)
- Lucio Zappacosta, politico italiano (Chieti, n. 1951)